# David Bruhn
David Bruhn (* 30. September 1727 in Memel; † 27. April 1782 in Berlin) war ein deutscher evangelischer Theologe, Prediger und Kirchenlieddichter.

## Leben
Der Sohn eines Händlers wurde am 30. September 1727 in Memel geboren und studierte in Königsberg ab 1743 und in Halle ab 1747, unter der Leitung des Siegmund Jakob Baumgarten, dessen Bibliothekar Bruhn war. Im Jahr 1750 wurde Bruhn Konrektor eines Gymnasiums in Berlin, dem Cöllnischen Gymnasium, zwei Jahre später Prediger einer Kadettenanstalt. Diakon wurde David Bruhn im Jahr 1754 für die Marienkirche, zwei Jahre später wurde er dort Archidiakon, was er bis zu seinem Tode am 27. April 1782 blieb. Bruhn war ein Mitarbeiter eines Gesangbuches von Johann Samuel Diterich Gesangbuchs zum gottesdienstlichen Gebrauch in den königlich preußischen Landen, welches 1765 in Berlin erschien. Dafür hat er sieben alte Lieder umgedichtet und vier Lieder ganz neu geschrieben.

## Werke
- Der du uns als Vater liebest, treuer Gott, und deinen Geist denen, die dich bitten, gibest
- Hier bin ich, Jesu, zu erfüllen, was du in deiner Leidensnacht nach deinem gnadenvollen Willen zur Pflicht und Wohltat mir gemacht
- Hier liege ich zu deinen Füßen mit Dank und Lob, Gebet und Flehn.
- Wohl dem, der richtig wandelt, der als ein Wahrheitsfreund in Wort und Werken handelt und das ist, was er scheint!
- Gesangbuch zum gottesdienstlichen Gebrauch in den königlich preußischen Landen